# Курлыпо, Андрей Александрович
Андрей Александрович Курлыпо (род. 17 января 1971) — белорусский самбист, многократный чемпион Белоруссии, чемпион и многократный призёр чемпионатов Европы, многократный призёр чемпионатов мира, Заслуженный мастер спорта Республики Беларусь.

## Биография
Увлёкся самбо в 1979 году в городе Орша. Его первым тренером был Александр Антонов. С 2016 года работает тренером-преподавателем по самбо в детско-юношеской спортивной школе «Буревестник».
Подписал открытое письмо спортивных деятелей страны, выступающих за действующую власть Беларуси после подавления протестов в 2020 году.